# Lucy, Moselle
Lucy là một xã trong vùng hành chính Lothringen, thuộc tỉnh Moselle, quận Château-Salins, tổng Delme. Tọa độ địa lý của xã là 48° 56' vĩ độ bắc, 06° 28' kinh độ đông. Lucy nằm trên độ cao trung bình là 250 mét trên mực nước biển, có điểm thấp nhất là 228 mét và điểm cao nhất là 315 mét. Xã có diện tích 7,36 km², dân số vào thời điểm 1999 là 200 người; mật độ dân số là 27 người/km². Lucy nằm về phía đông nam của Metz, thuộc Pháp từ năm 1661.

## Thông tin nhân khẩu
| 1962 | 1968 | 1975 | 1982 | 1990 | 1999 |
| ---- | ---- | ---- | ---- | ---- | ---- |
| 201  | 169  | 141  | 178  | 193  | 200  |